# زئبق
الزِّئبَقُ أو الزِّيْبَقُ هو عنصر كيميائي له الرَّمز Hg وله العَدَدُ الذَّرِّيُ 80. يقع الزئبق في الجدول الدوري ضمن عناصر الدورة السادسة وفوق عناصر المجموعة الثانية عشر. في الظروف القياسيّة من الضغط والحرارة يكون الزئبق سائلًا، كثافتهُ (13.54 غ/سم3)، بلون فضي مائل للزرقة يشبه الرصاص في مظهره. يتجمد عند (-38.9 درجه مئوية)، ودرجة غليانه (356.9 درجة مئوية).
يوجد الزئبق في الرواسب في جميع أنحاء العالم في الغالب على شكل خام الزنجفر. يتم الحصول على الصبغة الحمراء القرمزية عن طريق طحن الزنجفر الطبيعي أو كبريتيد الزئبق الاصطناعي. يستخدم الزئبق في مقياس الحرارة، والبارومترات، مقياس ضغط الدم، والصمامات، ومفاتيح التبديل الزئبقية، ومرحلات الزئبق، ومصابيح الفلورسنت وغيرها من الأجهزة، على الرغم من أن المخاوف بشأن سمية العنصر أدت إلى التخلص التدريجي من موازين الحرارة الزئبقية ومقاييس ضغط الدم في البيئات السريرية لصالح بدائل مثل موازين الحرارة الزجاجية المملوءة بالكحول أو الغالينستان والأدوات الإلكترونية القائمة على الثرمستور أو الأشعة تحت الحمراء.
حلت مقاييس الضغط الميكانيكية وأجهزة استشعار قياس الضغط الإلكترونية محل مقاييس ضغط الدم الزئبقية. يظل الزئبق ومركبات الزئبق قيد الاستخدام في تطبيقات البحث العلمي وفي الملغم لترميم الأسنان في بعض المناطق وفي بعض عمليات تصنيع الأغذية. في تصنيع الأغذية، يستخدم كلوريد الزئبق في عملية استخلاص النشأ أثناء تكرير الأرز والذرة والقمح لتثبيط إنزيمات النشأ المهينة. كما أنها تستخدم في الإضاءة الفلورية.
تنتج الكهرباء التي تمر عبر بخار الزئبق في مصباح الفلورسنت ضوءًا فوق بنفسجي قصير الموجة، ما يؤدي بعد ذلك إلى تَفَلوُر الفوسفور في الأنبوب، مما يكون الضوء المرئي. يمكن أن ينتج التسمم بالزئبق عن التعرض لأشكال الزئبق القابلة للذوبان في الماء (مثل كلوريد الزئبق أو ميثيل الزئبق)، أو عن طريق استنشاق بخار الزئبق، أو عن طريق تناول أي شكل من أشكال الزئبق. يكثف التسمم بالزئبق بالتعرض للرصاص. يعتبر التعرض المتزامن للزئبق والرصاص أحد عوامل الخطر لمرض التوحد.

## التاريخ وأصل التسمية
أصل التسمية

استُخدم هذا الرمز منذ القدم في بعض الثقافات للإشارة إلى الزِّئبق، وهو مستخدمٌ أيضًا لِلإشارة إلى كوكب الزُّهرة.

كلمة الزئبق مُعَرَّبُ الفَارِسِيّة؛ عُرِّبَ لَفْظُ زِيْبَق إلى زِئْبَق، سُمِّيَّ أيضًا الزاووق. وقد ذكره البيروني في كتابه الجماهر في معرفة الجواهر وخَصَصْ لهُ قسمًا. ولغةً يُقال عن الشخص زئبقيٌّ إذا كان كثير التهرُّب.
يأتي الاسم الإنجليزي الحديث "mercury" من كوكب عطارد. في الخيمياء، ارتبط اسم المعادن السبعة المعروفة - الزئبق والذهب والفضة والنحاس والحديد والرصاص والقصدير - بالكواكب السبعة. كان اسم الزئبق مرتبطًا بأسرع كوكب، والذي سمي على اسم الإله الروماني عُطَارِدٍ، الذي ارتبط بالسرعة والتنقل. أصبح الرمز الفلكي للكوكب أحد الرموز الكيميائية للمعدن، وأصبح quicksilver (الزئبق) اسمًا بديلًا للمعدن. اسم mercury (الزئبق) هو المعدن الوحيد الذي بقي من أجله اسم الكواكب الكيميائي، حيث تقرر أنه مفضل على (quicksilver) كاسم كيميائي.
العصور القديمة
سُجِّلَ مركب الزئبق المعروف باسم الزنجفر مكونا للأصباغ الحمراء في لوحات الكهوف من العصر الحجري القديم قبل 30 ألف عام في إسبانيا وفرنسا.
العصور الوسطى
عثر على الزئبق في المقابر المصرية التي يعود تاريخها إلى 1500 قبل الميلاد. في الصين والتبت، كان يُعتقد أن استخدام الزئبق يطيل العمر، ويشفي الكسور، ويحافظ على صحة جيدة بشكل عام، على الرغم من أنه من المعروف الآن أن التعرض لبخار الزئبق يؤدي إلى آثار صحية ضارة خطيرة.
يُزعم أن الإمبراطور الأول للصين الموحدة، تشين شو هوانج قُتل بشرب الزئبق ومسحوق اليشم خليط صاغه كيميائيو تشين ويقصد به أن يكون إكسير الحياة. يقال إن خمارويه بن أحمد بن طولون، الحاكم الطولوني الثاني لمصر، بنى حوضًا مليئًا بالزئبق، وكان يستلقي عليه فوق وسائد مملوءة بالهواء ويهز للنوم. في نوفمبر 2014، اكتشفت كميات كبيرة من الزئبق في غرفة على عمق 60 قدمًا تحت هرم عمره 1800 عام يُعرف باسم معبد الأفعى المصقولة بالريش، ثالث أكبر هرم لتيوتيهواكان المكسيك مع تماثيل اليشم، بقايا جاكوار، صندوق مملوء بقذائف منحوتة وكرات مطاطية.
يروي أرسطو أن دايدالوس صنع تمثالًا خشبيًا لكوكب الزهرة وهو يتحرك بصب الفضة الزهرية في داخله.
في الأساطير اليونانية، أعطى دايدالوس مظهر الصوت في تماثيله باستخدام الزئبق. استخدم الإغريق القدماء الزنجفر (كبريتيد الزئبق) في المراهم. استخدمه قدماء المصريين والرومان في مستحضرات التجميل. في لاماناي، التي كانت ذات يوم مدينة رئيسية في حضارة المايا، تم العثور على بركة من الزئبق تحت علامة في ملعب كرة أمريكا الوسطى. بحلول عام 500 قبل الميلاد، استخدم الزئبق في صناعة الحشوات مع معادن أخرى.
العصر الحديث
اعتقد الكيميائيون أن الزئبق هو المادة الأولى التي تشكلت منها جميع المعادن. كانوا يعتقدون أنه يمكن إنتاج معادن مختلفة من خلال تغيير نوعية وكمية الكبريت الموجود في الزئبق. كان أنقى هذه المعادن هو الذهب، وقد استخدم الزئبق في محاولات تحويل المعادن القاعدية (أو غير النقية) إلى ذهب، وهو ما كان هدف العديد من الكيميائيين. سيطرت المناجم في المعدن (إسبانيا) ومونتي أمياتا (إيطاليا) وإدريا (سلوفينيا حاليًا) على إنتاج الزئبق منذ افتتاح المنجم في المادين قبل 2500 عام، حتى عثر على رواسب جديدة في نهاية القرن التاسع عشر.

## الخواص الفيزيائية

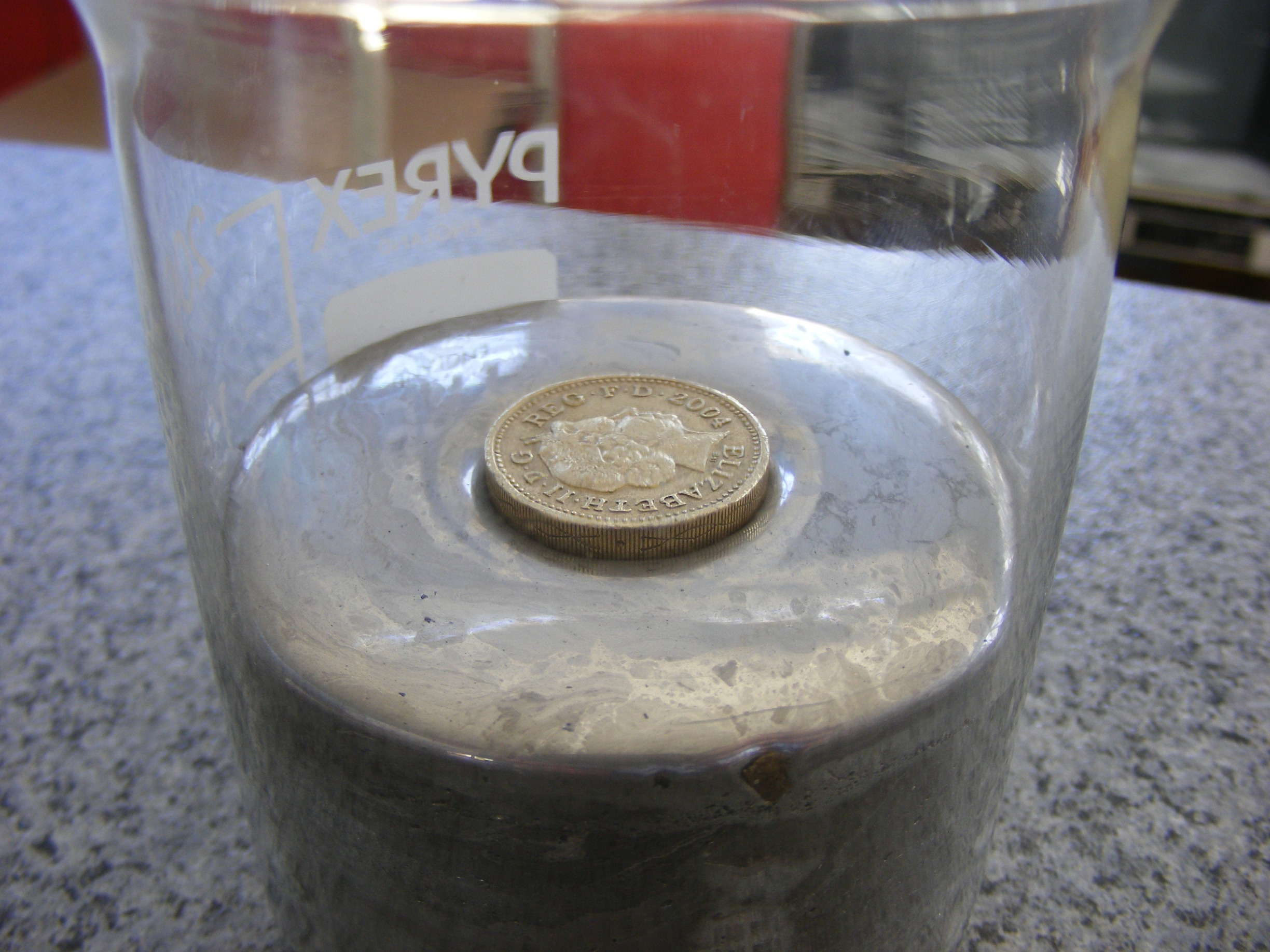
عملة باوند قديمة، (بكثافة ~7.6 g/cm^{3}) تطفو على سطح الزئبق؛ بسبب قوة الطفو والتوتر السطحي

الزئبق عنصر ثقيل، وفِلِزٌّ فِضِّيُّ اللَّوْنِ، وسائل في درجة حرارة الغرفة. ويعد ضعيف التوصيل الحراري مقارنة مع الفلزات الأخرى، لكنه موصل فائق للتيار الكهربائي.
يملك الزئبق درجة انصهار −38.83 °C، ودرجة غليان 356.73 °C، كلاهما هو الأقل من أي معدن مستقر، على الرغم من أن التجارب الأولية على الكوبرنيسيوم والفليروفيوم قد أشارت إلى أن لديهم نقاط غليان أقل. يرجع هذا التأثير إلى انكماش اللانثانيدات والتقلص النسبي مما يقلل من نصف قطر الإلكترونات الخارجية، بالتالي إضعاف الترابط المعدني في الزئبق. عند التجميد، ينخفض حجم الزئبق بنسبة 3.59٪ وتتغير كثافته من 13.69 جم / سم 3 عند السائل إلى 14.184 جم / سم 3 عندما يكون صلبًا.
معامل التمدد الحجمي للزئبق هو 181.59 × 10−6 عند 0 درجة مئوية، 181.71 × 10−6 عند 20 درجة مئوية و 182.50 × 10−6 عند 100 درجة مئوية (لكل درجة مئوية). الزئبق الصلب مرن ومطاوع ويمكن تقطيعه بالسكين.
الجدول أدناه هو لبعض الخواص الفيزيائية لعنصر الزئبق:
| درجة الحرارة (°C) | الكثافة (kg/m^3) | الحرارة النوعية (kJ/kg K) | اللزوجة (m^2/s) | التوصيل (W/m K) | الانتشار الحراري (m^2/s) | عدد برانتل | معامل الحجم (K^-1) |
| 0                 | 13628.22         | 0.1403                    | 1.24E-07        | 8.2             | 4.30E-06                 | 0.0288     | 0.000181           |
| 20                | 13579.04         | 0.1394                    | 1.14E-07        | 8.69            | 4.61E-06                 | 0.0249     | 0.000181           |
| 50                | 13505.84         | 0.1386                    | 1.04E-07        | 9.4             | 5.02E-06                 | 0.0207     | 0.000181           |
| 100               | 13384.58         | 0.1373                    | 9.28E-08        | 10.51           | 5.72E-06                 | 0.0162     | 0.000181           |
| 150               | 13264.28         | 0.1365                    | 8.53E-08        | 11.49           | 6.35E-06                 | 0.0134     | 0.000181           |
| 200               | 13144.94         | 0.157                     | 8.02E-08        | 12.34           | 6.91E-06                 | 0.0116     | 0.000181           |
| 250               | 13025.6          | 0.1357                    | 7.65E-08        | 13.07           | 7.41E-06                 | 0.0103     | 0.000183           |
| 315.5             | 12847            | 0.134                     | 6.73E-08        | 14.02           | 8.15E-06                 | 0.0083     | 0.000186           |

## الخواص الكيميائية
لا يتفاعل الزئبق مع معظم الأحماض، مثل حمض الكبريتيك المخفف، على الرغم من أن الأحماض المؤكسدة مثل حمض الكبريتيك المركز وحمض النيتريك تذوبها لإعطاء الكبريتات والنترات والكلوريد. مثل الفضة، يتفاعل الزئبق كبريتيد الهيدروجين. يتفاعل الزئبق مع رقائق الكبريت الصلبة، والتي تُستخدم في مجموعات انسكاب الزئبق لامتصاص الزئبق (تستخدم مجموعات الانسكاب أيضًا الكربون المنشط ومسحوق الزنك).

### تحضير الزئبق
يحضر الزئبق بواسطة تسخين كبريتيد الزئبق في الهواء وثم تكثيف البخار الناتج.
الصيغة الكيميائية للتفاعل:
{\displaystyle HgS+O_{2}\rightarrow Hg+SO_{2}}

### نظائر الزئبق
هناك سبعة نظائر مستقرة للزئبق، 202 Hg هو الأكثر وفرة (29.86٪). أطول النظائر المشعة عمرًا هو 194 Hg مع نصف عمر 444 سنة و 203 Hg مع نصف عمر 46.612 يوما. معظم النظائر المشعة الأربعين المتبقية لها نصف عمر أقل من يوم واحد. 199 Hg و 201 Hg هما النوى الأكثر نشاطًا في الرنين المغناطيسي النووي التي درست، ولديهما عدد كم مغزلي 1/2 و 3/2 على التوالي. جميع نظائر الزئبق إما مشعة أو مستقرة مما يعني أنه من المتوقع أن تكون مشعة ولكن لم يلاحظ أي تحلل فعلي. من المتوقع أن تخضع هذه النظائر إما لاضمحلال ألفا أو اضمحلال بيتا المضاعف.

### التفاعلات والمركبات
تظهر جميع مركبات الزئبق المعروفة إحدى حالتين من حالات الأكسدة الموجبة: الأحادية والثنائية. فشلت التجارب في إثبات أي حالات أكسدة أعلى بشكل لا لبس فيه: كل من التخليق الكهربي؛ لعام 1976 لأنواع الزئبق الثلاثي غير المستقرة، والعزل الحراري المبرد لعام 2007 لرباعي فلوريد الزئبق لهما تفسيرات متنازع عليها ولا تزال قائمة، ومن الصعب (إن لم يكن من المستحيل)؛ إعادة إنتاجها.

#### مركبات الزئبق الأحادي
على عكس أقرانه الأخف وزنا، الكادميوم والزنك، يشكل الزئبق عادة مركبات مستقرة بسيطة مع روابط معدنية-معدنية. معظم مركبات الزئبق الأحادي معاكسة المغناطيسية وتتميز بالكاتيون الثنائي، Hg2+
2؛ تشتمل المشتقات المستقرة على الكلوريد والنترات. تُعَالَجُ مركبات الزئبق الأحادي باستخدام روابط قوية مثل الكبريتيد، السيانيد، إلخ. يُحَثُّ على عدم التناسب مع Hg2+ والزئبق الأولي. كلوريد الزئبق الأحادي، مادة صلبة عديمة اللون تُعرف أيضًا باسم كالوميل، ويعد معيار في الكيمياء الكهربائية، هو في الحقيقة مركب له الصيغة Hg2Cl2، مع الروابط Cl-Hg-Hg-Cl. يتفاعل مع الكلور ليعطي كلوريد الزئبق الذي يقاوم الأكسدة. هيدريد الزئبق، غاز عديم اللون، له الصيغة HgH، التي تحوي الروابط Hg-Hg.

#### مركبات الزئبق العضوي
تعتبر مركبات الزئبق العضوية مهمة تاريخيًا، ولكنها ذات قيمة صناعية قليلة في العالم الغربي. أملاح الزئبق الثنائي هي مثال نادر للمركبات المعدنية البسيطة التي تتفاعل مباشرة مع الحلقات العطرية. تكون مركبات الزئبق العضوية دائمًا ثنائية التكافؤ وعادة ما تكون ذات تنسيقين وهندسة خطية. على عكس مركبات الكادميوم العضوي والمركبات العضوية، لا تتفاعل مركبات الزئبق العضوي مع الماء. عادةً ما يكون لها الصيغة HgR2، والتي غالبًا ما تكون متطايرة، أو HgRX، والتي غالبًا ما تكون صلبة، حيث R عبارة عن أريل أو ألكيل و X عادة ما تكون هاليد أو أسيتات. مثيل الزئبق، مصطلح عام للمركبات التي لها الصيغة CH3HgX، هي عائلة خطيرة من المركبات التي توجد غالبًا في المياه الملوثة. تنشأ من خلال عملية تعرف باسم الميثيل الحيوي.

## الملغمة
يعمل الزئبق على إذابة العديد من المعادن مثل الذهب والفضة لتشكيل الملغمات. يعد الحديد استثناءً، وقد استخدمت قوارير الحديد تقليديًا في تجارة الزئبق. العديد من المعادن الأخرى التي تنتقل من الصف الأول باستثناء المنغنيز والنحاس والزنك هي أيضًا مقاومة في تكوين الملغم. وتشمل العناصر الأخرى التي لا تتشكل بسهولة ملغم مع الزئبق البلاتين. ملغمة الصوديوم هي عامل اختزال في التخليق العضوي، وتستخدم أيضًا في مصابيح الصوديوم عالية الضغط.
يتحد الزئبق بسهولة مع الألمنيوم لتكوين ملغم من الزئبق والألمنيوم عندما يتلامس المعدنان النقيان. نظرًا لأن الملغم يدمر طبقة أكسيد الألومنيوم التي تحمي الألمنيوم المعدني من التأكسد المتعمق (كما هو الحال في صدأ الحديد)، حتى الكميات الصغيرة من الزئبق يمكن أن تتسبب في تآكل الألومنيوم بشكل خطير. لهذا السبب، لا يُسمح باستخدام الزئبق على متن الطائرة في معظم الظروف بسبب خطر تكوين ملغم به أجزاء ألمنيوم مكشوفة في الطائرة.
التقصف الزئبقي هو أكثر أنواع تقصف المعادن السائلة شيوعًا.

## الوفرة

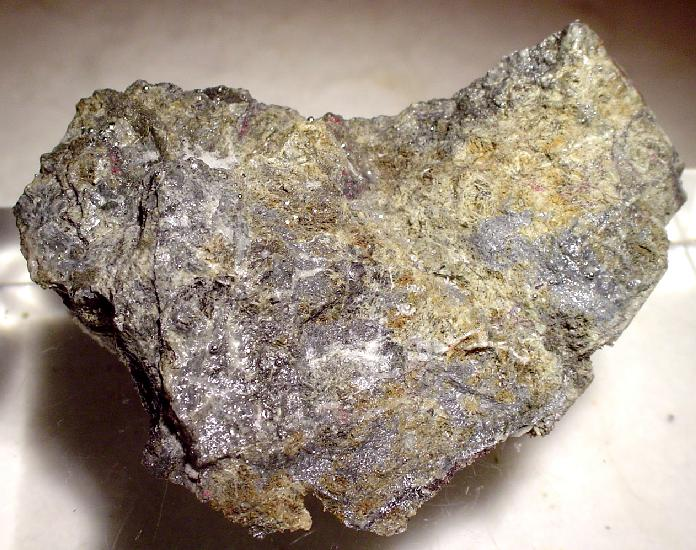
الزنجفر، الخام الرئيس للزئبق، منجم سقراط، مقاطعة سونوما. يتغير الزنجفر أحيانًا إلى الزئبق في المنطقة المؤكسدة من رواسب الزئبق

الزئبق عنصر نادر للغاية في قشرة الأرض، حيث يبلغ متوسط وفرته في القشرة الأرضية 0.08 جزء في المليون فقط. نظرًا لأنه لا يتحد جيوكيميائيًا مع تلك العناصر التي تشكل غالبية كتلة القشرة، يمكن أن تتركز خامات الزئبق بشكل غير عادي مع الأخذ في الاعتبار وفرة العنصر في الصخور العادية. تحوي أغنى خامات الزئبق على ما يصل إلى 2.5٪ من الزئبق بالكتلة، وحتى أقل الرواسب تركيزًا هي 0.1٪ على الأقل من الزئبق (12000 ضعف متوسط وفرة القشرة). عثر عليه إما كمعدن حر أو في الزنجفر، ميتاسينابار، سفاليريت، كورديرويت، ليفينجستونيت ومعادن أخرى، مع الزنجفر هو الخام الأكثر شيوعًا. غالبًا ما توجد خامات الزئبق في الينابيع الساخنة أو المناطق بركانية الأخرى.
ابتداءً من عام 1558، مع اختراع عملية الباحة لاستخراج الفضة من خاماتها باستخدام الزئبق، أصبح الزئبق مورداً أساسياً في اقتصاد إسبانيا ومستعمراتها الأمريكية. استخدم الزئبق لاستخراج الفضة من المناجم في إسبانيا والبيرو. في البداية، زودت مناجم التاج الإسباني في المعدن في جنوب إسبانيا كل الزئبق للمستعمرات. اكتشفت رواسب الزئبق في العالم الجديد، واستخرج أكثر من 100000 طن من الزئبق من منطقة هوانكافليكا، على مدار ثلاثة قرون بعد اكتشاف الرواسب هناك في عام 1563. استمرت عملية الباحة، ثم عملية الدمج الشاملة؛ لخلق طلب كبير على الزئبق لمعالجة خامات الفضة حتى أواخر القرن التاسع عشر.
المناجم السابقة في إيطاليا والولايات المتحدة والمكسيك، والتي كانت تنتج في نسبة كبيرة من الإمداد العالمي، تخلص منها الآن بالكامل أو -في حالة سلوفينيا وإسبانيا- أغلقت بسبب انخفاض سعر الزئبق. أغلق أحد المناجم في نيفادا، وهو آخر منجم للزئبق في الولايات المتحدة، في عام 1992. وكان سعر الزئبق شديد التقلب على مر السنين وفي عام 2006 كان 650 دولارًا لكل قارورة تزن 76 رطلاً (34.46 كجم). يستخرج الزئبق عن طريق تسخين الزنجفر في تيار من الهواء وتكثيف البخار. معادلة هذا الاستخراج هي:
HgS + O2 → Hg + SO2
في عام 2005، كانت الصين أكبر منتج للزئبق بحصة ثلثي الحصة العالمية تقريبًا تليها قيرغيزستان. يُعتقد أن العديد من البلدان الأخرى لديها إنتاج غير مسجل من الزئبق من عمليات استخلاص النحاس بالكهرباء ومن خلال الاسترداد من النفايات السائلة.
بسبب السمية العالية للزئبق، يعتبر كل من تعدين الزنجفر وتنقية الزئبق من الأسباب الخطيرة والتاريخية للتسمم بالزئبق. في الصين، استخدمت شركة تعدين خاصة العمل في السجون في الخمسينيات من القرن الماضي لتطوير مناجم الزنجفر الجديدة. استخدمت شركة التعدين (Luo Xi) آلاف السجناء لإنشاء أنفاق جديدة. صحة العمال في المناجم العاملة في خطر كبير.
زعمت إحدى الصحف أن توجيهًا من الاتحاد الأوروبي يدعو إلى جعل المصابيح الموفرة للطاقة إلزامية بحلول عام 2012، وشجعت الصين إعادة فتح مناجم الزنجفر للحصول على الزئبق المطلوب لتصنيع المصابيح الفلورية المتضامة. كانت المخاطر البيئية مصدر قلق، لا سيما في مدن فوشان وغوانزو الجنوبية، وفي مقاطعة قويتشو في الجنوب الغربي.
غالبًا ما تحوي مواقع معالجة مناجم الزئبق المهجورة على أكوام نفايات شديدة الخطورة من الزنجفر المحمص. يعتبر جريان المياه من هذه المواقع مصدرًا معروفًا للضرر البيئي. في عام 1976، اشترت مقاطعة سانتا كلارا بكاليفورنيا منجم (Almaden Quicksilver) التاريخي وأنشأت حديقة مقاطعة في الموقع، بعد إجراء تحليل شامل للسلامة والبيئة للممتلكات.

## الدور الحيوي
جسم الإنسان
حتى الآن، لم يكتشف العلماء أن جسم الإنسان يحتاج لأي كمية من الزئبق، بل على العكس فهو شديد السمية ويتراكم في الدماغ حيث قد يتسبب في تدمير الجهاز العصبي. لذلك ينصح بتجنب ملامسة الزئبق وحمله في اليد وكذلك ينصح بتجنب الاقتراب منه لتفادي استنشاق بخار الزئبق حيث أنه سريع التبخر. ويقدر نصف العمر للزئبق في الدماغ ب 230 يوم وفي بقية الجسم 70 يومًا.
البيئة
يشكل الزئبق أكبر ملوث لمياه المحيطات، البحار، الأنهار، والبحيرات والغريب في الأمر أن جزء كبير من هذا التلوث يأتي من الطبيعة نفسها وليس من المخلفات الصناعية. فسنويًا ينطرح ما يقدره بعض المختصين بـين 4000 وَ 10000 طن من الزئبق في البحار، 40 % منها تقريبا طن من أسباب طبيعية مثل البراكين والنحت الطبيعي للصخور المتضمنة للزئبق والباقي من المخلفات الصناعية وخصوصًا حرق القمامة واستهلاك الفحم الحجري وصنع الإسمنت.
مثله مثل الماء، يتبخر الزئبق وينتشر مع الهواء وقد تنقله تيارات الهواء إلى أماكن بعيدة جداً لكنه في النهاية يترسب في البحار والبحيرات وهنا تكمن المشكلة ذلك لأن الأسماك تمتص هذا الفلز ليتخزن في جسمها.
الغذاء
يقاس مستوى الزئبق في الطعام مثل باقي المعادن والأملاح بجزء لكل مليون. ويعتبر مستوى الخطر لفتاة وزنها 60 كيلوغرام هو 6 مايكرو غرام من الزئبق يوميًا. فلو كان مستوى الزئبق في التونة البيضاء المعلبة هو 0.35 جزء لكل مليون (مايكروغرام لكل غرام سمك) فإنها تستطيع أن تأكل نحو 17 غرام من التونا يوميًا (بدون أي اسماك أخرى) أو وجبة أسبوعية مقدارها 120 غرام. أما زيوت السمك فتحوي كمياتٍ متناهية في الصغر من الزئبق؛ وذلك لأنه يذوب في الماء وليس في الدُّهْنِ.

## الاستخدامات

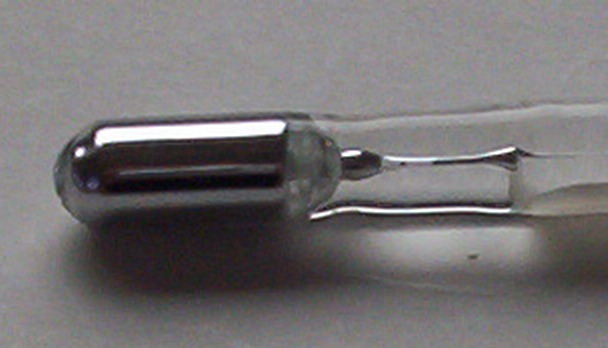
صورة مقربة لمقياس حرارة طبي، ويظهر ضيق الإسطوانة عند خزان الزئبق

يستخدم الزئبق في لتصنيع المواد الكيميائية الصناعية أو للتطبيقات الكهربائية والإلكترونية. يستخدم في بعض مقاييس الحرارة السائلة في الزجاج، خاصة تلك المستخدمة لقياس درجات الحرارة المرتفعة. تستخدم كمية متزايدة كزئبق غازي في مصابيح الفلورسنت، بينما يُتَخَلَّصُ تدريجيًا من معظم الاستخدامات الأخرى ببطء بسبب دواعي الصحة والسلامة. في بعض التطبيقات، تُسْتَبْدَلُ سبيكة غالينستان بالزئبق؛ لأنها أقل سمية ولكنها أغلى بكثير.

### الطب

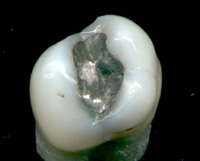
حشوة ملغم الزئبق

استخدم الزئبق ومركباته في الطب، على الرغم من أنها أقل شيوعًا اليوم مما كانت عليه من قبل، الآن بعد أن أصبحت التأثيرات السامة للزئبق ومركباته مفهومة على نطاق واسع. نَشَرَ جيمس ليند مثالًا على التطبيق العلاجي المبكر للزئبق في عام 1787.
الزئبق مكون في الحشوة الملغمية. الثيومرسال هو مركب عضوي يستخدم كمادة حافظة في اللقاحات، على الرغم من أن هذا الاستخدام آخذ في الانخفاض. يُسْتَقْلَبُ الثيومرسال إلى إيثيل الزئبق. على الرغم من التكهنات على نطاق واسع بأن هذه المادة الحافظة التي تحوي على الزئبق يمكن أن تسبب أو تحفز التوحد لدى الأطفال، لم تظهر الدراسات العلمية أي دليل يدعم أي ارتباط من هذا القبيل. ومع ذلك، أُزيلت مادة الثيومرسال أو قُلِّلَتْ لتتبع كميات في جميع اللقاحات الأمريكية الموصى بها للأطفال الذين تبلغ أعمارهم 6 سنوات وما دون، باستثناء لقاح الإنفلونزا المعطل.
مركب آخر من مركبات الزئبق، الميربرومين، هو مطهر موضعي يستخدم في الجروح والخدوش الطفيفة التي لا تزال مستخدمة في بعض البلدان.
يستخدم الزئبق في شكل أحد خاماته الشائعة، الزنجفر، في العديد من الأدوية التقليدية، وخاصة في الطب الصيني التقليدي. وجدت مراجعة سلامته أن الزنجفر يمكن أن يؤدي إلى تسمم كبير بالزئبق عند تسخينه، أو تناوله بجرعة زائدة، أو تناوله على المدى الطويل، ويمكن أن يكون له آثار سلبية في الجرعات العلاجية، على الرغم من أن التأثيرات الناتجة عن الجرعات العلاجية يمكن عكسها عادة. على الرغم من أن هذا الشكل من الزئبق يبدو أقل سمية من الأشكال الأخرى، إلا أن استخدامه في الطب الصيني التقليدي لم يبرر بعد، حيث أن الأساس العلاجي لاستخدام الزنجفر غير واضح.
اليوم، انخفض استخدام الزئبق في الطب بشكل كبير من جميع النواحي، لا سيما في البلدان المتقدمة. اخترعت مقاييس الحرارة ومقاييس ضغط الدم الحاوية على الزئبق في أوائل القرن الثامن عشر وأواخر القرن التاسع عشر. في أوائل القرن الحادي والعشرين، أخذ استخدامها في الانخفاض وحُظِرَتْ في بعض البلدان والدول والمؤسسات الطبية. في عام 2002، أصدر مجلس الشيوخ الأمريكي تشريعًا لإلغاء بيع موازين الحرارة الزئبقية بدون وصفة طبية. في عام 2003، أصبحت واشنطن ومين أول ولايتين تحظر استخدام أجهزة ضغط الدم الزئبقية. توجد مركبات الزئبق في بعض الأدوية التي لا تستلزم وصفة طبية، بما في ذلك المطهرات الموضعية والملينات المنشطة ومرهم طفح الحفاض وقطرات العين وبخاخات الأنف. تمتلك إدارة الغذاء والدواء بيانات غير كافية لإثبات الاعتراف العام بسلامة وفعالية مكونات الزئبق في هذه المنتجات. لا يزال الزئبق يستخدم في بعض مدرات البول على الرغم من وجود بدائل الآن لمعظم الاستخدامات العلاجية.

### إنتاج الكلور والصودا الكاوية
يَنْتِجُ الكلور من كلوريد الصوديوم باستخدام التحليل الكهربائي لفصل الصوديوم المعدني عن غاز الكلور. عادة يذوب الملح في الماء لإنتاج محلول ملحي. المنتجات الثانوية لأي عملية من عمليات الكلور القلوي هي الهيدروجين وهيدروكسيد الصوديوم، والذي يُطلق عليه عادةً الصودا الكاوية أو المحلول القلوي. إلى حد بعيد، كان أكبر استخدام للزئبق في أواخر القرن العشرين في عملية الخلايا الزئبقية (وتسمى أيضًا عملية كاستنر) حيث يتشكل الصوديوم المعدني كمَلغَمٍ عند الكاثود المصنوع من الزئبق؛ ثم يتفاعل هذا الصوديوم مع الماء لإنتاج هيدروكسيد الصوديوم. جاءت العديد من إطلاقات الزئبق الصناعية في القرن العشرين من هذه العملية، على الرغم من ادعاء المصانع الحديثة أنها آمنة في هذا الصدد. بعد سنة 1985، استخدمت جميع مرافق إنتاج الكلور القلوي الجديدة التي بُنِيَتْ في الولايات المتحدة تقنيات الخلايا الغشائية لإنتاج الكلور.

### الاستخدامات المختبرية
تمتلئ بعض موازين الحرارة الطبية، خاصةً تلك الخاصة بدرجات الحرارة المرتفعة، بالزئبق. في الولايات المتحدة، حُظِرَ بيع موازين الحرارة الزئبقية بدون وصفة طبية منذ عام 2003.
تستخدم بعض تلسكوبات العبور حوضًا من الزئبق لتشكيل مرآة مسطحة وأفقية، وهي مفيدة في تحديد مرجع عمودي أو عمودي مطلق. يمكن تشكيل المرايا المكافئة الأفقية المقعرة عن طريق تدوير الزئبق السائل على قرص، بالتالي فإن الشكل المكافئ للسائل يتشكل يعكس ويركز الضوء الساقط. تعتبر هذه التلسكوبات ذات المرآة السائلة أرخص من التلسكوبات ذات المرآة الكبيرة التقليدية بما يصل إلى 100 ضعف، ولكن لا يمكن إمالة المرآة وتوجيهها بشكل مستقيم دائمًا.
الزئبق السائل هو جزء من قطب مرجعي ثانوي شائع (يسمى كمون القطب الكهربائي) في الكيمياء الكهربائية كبديل لقطب الهيدروجين المعياري. يستخدم قطب كمون لحساب جهد القطب لنصف الخلايا. النقطة الثلاثية للزئبق، التي درجة حرارتها (38.8344 درجة مئوية)، هي نقطة ثابتة تستخدم كمعيار لدرجة الحرارة لمقياس درجة الحرارة الدولي.
في قياس الاستقطابية، يستخدم كل من قطب الزئبق النازل وقطب قطرة الزئبق المعلق، الزئبق الأولي. يسمح هذا الاستخدام بإتاحة قطب كهربائي جديد غير ملوث لكل قياس أو لكل تجربة جديدة.
المركبات المحتوية على الزئبق مفيدة أيضًا في مجال البيولوجيا البنيوية. يمكن إضافة مركبات الزئبق مثل كلوريد الزئبق الثنائي أو رباعي كلوريد البوتاسيوم، إلى بلورات البروتين في محاولة لإنشاء مشتقات ذرات ثقيلة يمكن استخدامها لحل مشكلة المرحلة في علم البلورات بالأشعة السينية عن طريق الاستبدال المتماثل أو طرق التشتت الشاذة.

### الاستخدامات المتخصصة

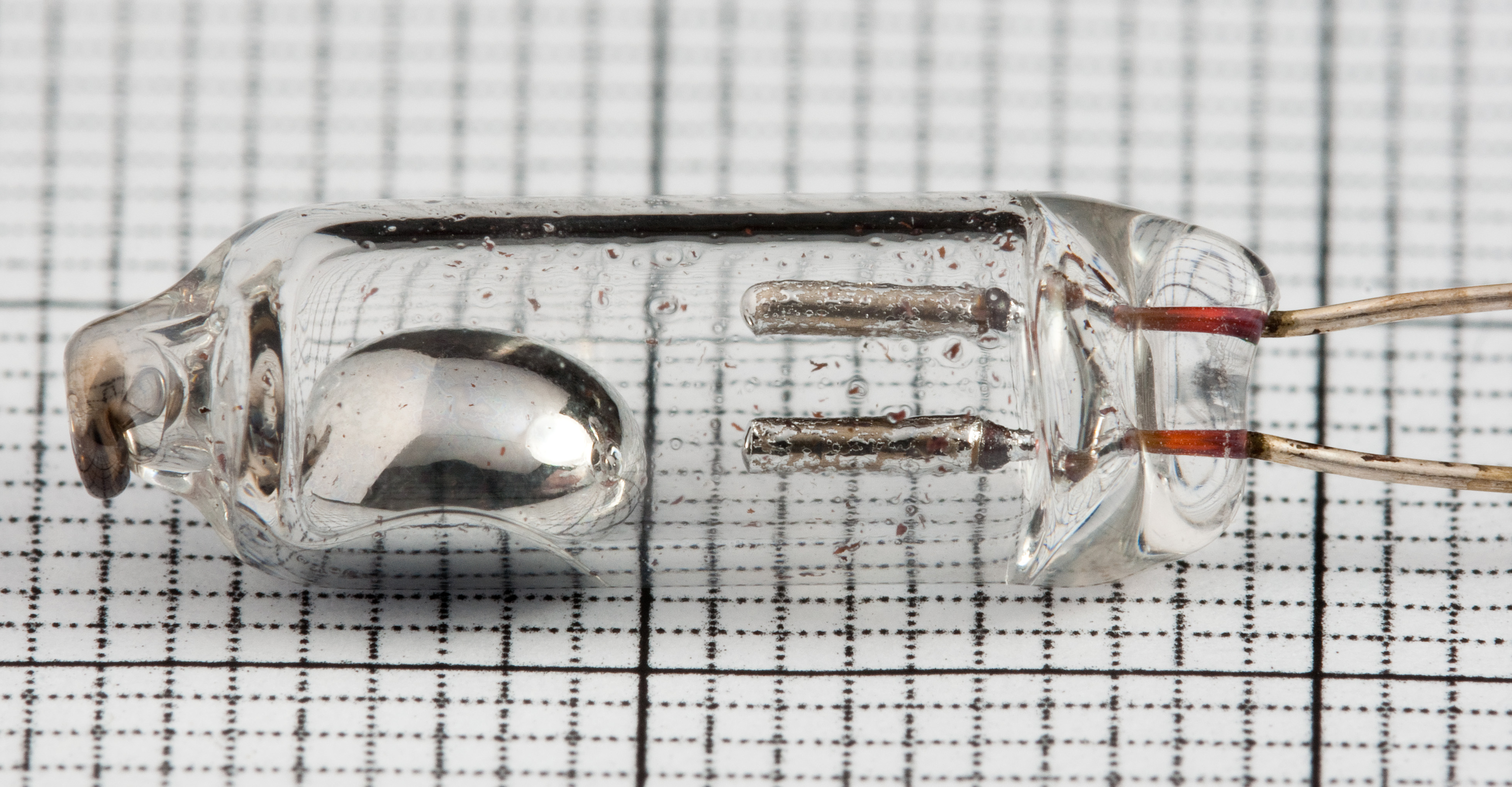
مفتاح زئبقي أحادي القطب أحادي الرمية

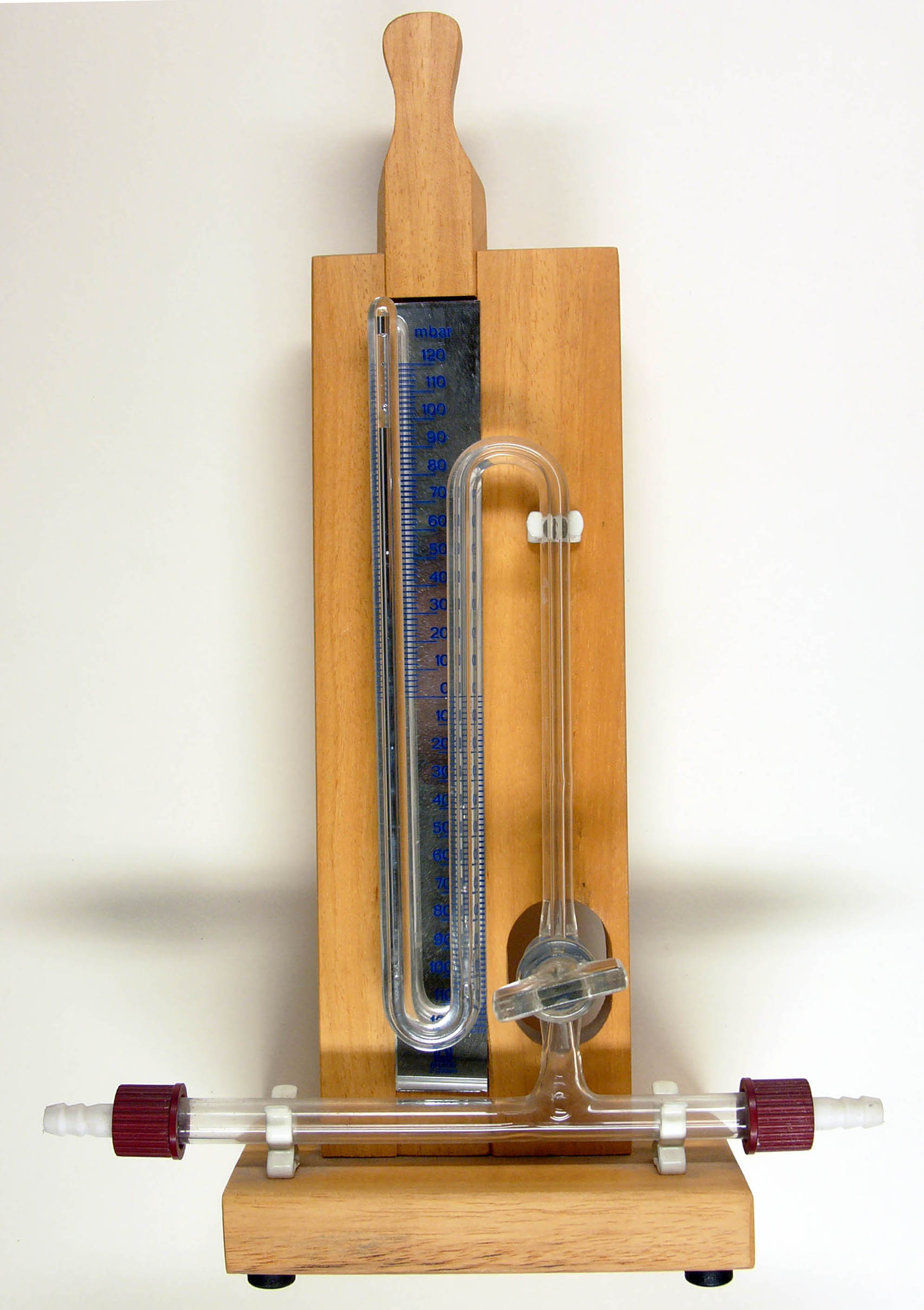
جهاز المانومتر الذي يحوي على الزئبق

يستخدم الزئبق الغازي في مصابيح بخار الزئبق وبعض اللافتات الإعلانية من نوع علامة النيون ومصابيح الفلورسنت. تصدر مصابيح الضغط المنخفض خطوطًا ضيقة جدًا طيفيًا، والتي تُستخدم تقليديًا في التحليل الطيفي البصري لمعايرة الموضع الطيفي. تُباع مصابيح المعايرة التجارية لهذا الغرض؛ إن عكس ضوء السقف الفلوري إلى مطياف هو ممارسة معايرة شائعة. يوجد الزئبق الغازي أيضًا في بعض أنبابيب التفريغ، بما في ذلك الإجنيترون، والثيراترونات، وصمام القوس الزئبقي. كما أنها تستخدم في مصابيح الرعاية الطبية المتخصصة لدباغة الجلد وتطهيره. يضاف الزئبق الغازي إلى أنبوب المهبط البارد المملوء بالأرجون لزيادة التأين والتوصيل الكهربائي. سيكون للمصباح المملوء بالأرجون بدون الزئبق بقع باهتة ولن يضيء بشكل صحيح. عند إضافته إلى الأنابيب المملوءة بالنيون، سيكون الضوء الناتج بقعًا حمراء أو زرقاء غير متسقة حتى تكتمل عملية الاحتراق الأولي؛ في النهاية سوف يضيء لون أزرق باهت ثابت.

### الأسلحة النارية
فلمينات الزئبق هو متفجر أولي يستخدم بشكل أساسي كفتيلة داخلية في الأسلحة النارية.

### تفتيح البشرة
الزئبق فعال كعنصر نشط في مركبات تبييض البشرة المستخدمة لإزالة التصبغ من الجلد. تحدد اتفاقية ميناماتا بشأن الزئبق تركيز الزئبق في مبيضات كهذه إلى جزء واحد في المليون. اعتبارًا من عام 2022، استمرت العديد من منتجات التبييض التجارية في تجاوز هذا الحد، وتعتبر سامة.

### إنتاج الذهب
يستخدم في استخلاص الذهب من خاماته عن طريق الاتحاد معه وتكوين ما يعرف باسم الملغمة.

### الاستخدامات التاريخية
استفادت العديد من التطبيقات التاريخية من الخصائص الفيزيائية الغريبة للزئبق، خاصةً كَسَائِلٍ كَثِيْفٍ وَمَعْدِنٍ سَائِلٍ:
- في الأندلس، اسْتُخْدِمَ لِمَلْءِ حَمَّامَاتِ الزينة. وبنى النَّحَّاتُ الأمريكي ألكسندر كالدر نافورة من الزئبق للجناح الإسباني في المعرض العالمي لعام 1937 في باريس. النافورة معروضة الآن في أحدى متاحف برشلونة.[b 20]
- خلية الزئبق هي خلية أولية كهروكيميائية غير قابلة لإعادة الشحن، كانت شائعة في منتصف القرن العشرين. استخدمت في مجموعة متنوعة من التطبيقات وكان متوفرًا بأحجام مختلفة، لا سيما أحجام الأزرار. أعطاها ناتج الجهد الثابت وعمر التخزين الطويل استخدامًا مناسبًا لمقاييس ضوء الكاميرا والمعينات السمعية. حظرت خلية الزئبق في معظم البلدان في التسعينيات؛ بسبب مخاوف بشأن مدافن النفايات الملوثة بالزئبق.[a 15]

#### الاستخدامات الطبية التاريخية
يُسْتَخْدَمُ كلوريد الزئبق في الطب التقليدي كمُدِرٍّ للبَوْلِ ومُطَهِّرٍ مَوْضِعِي ومُلَيْنٍ. استخدم كلوريد الزئبق الثنائي لعلاج مرض الزهري (إلى جانب مركبات الزئبق الأخرى)، على الرغم من أنه شديد السمية لدرجة أنه في بعض الأحيان خُلِطَ بين أعراض سميته وأعراض مرض الزهري الذي كان عليه يعتقد أنه يعالجه، كما أنها تستخدم كمطهر. الكتلة الزرقاء، حبة أو شراب يكون فيه الزئبق هو المكون الرئيس، وُصِفَ طوال القرن التاسع عشر للعديد من الحالات بما في ذلك الإمساك والاكتئاب وآلام الأسنان. في أوائل القرن العشرين، أُعطِي الزئبق للأطفال سنويًا كملين ومزيل للديدان، وكان يستخدم في مساحيق التسنين للرضع. لا يزال الميربرومين الذي يحوي على الزئبق العضوي مستخدمًا على نطاق واسع ولكن حُظِرَ في بعض البلدان مثل الولايات المتحدة.

## إنتاجه
يعد الزنجفر المصدر الأكثر شيوعًا للزئبق في الطبيعة، ويجري تعدينه منذ آلاف السنين. وفي السنوات الماضية، لوحظ تزايد تعدين خامات الزنجفر في أندونيسيا والصين والمكسيك، ومن أجل إنتاج الزئبق يُحَمَّصُ الزنجفر في أفران دوارة. وأثناء هذه العملية، ينفصل الزئبق النقي عن الكبريت، ويستخدم عمود تكثيف لتجميع الزئبق ومن ثم يُشْحَنُ ويبخر في قوارير معدنية. وعلى الرغم من انخفاض استهلاك الزئبق على الصعيد العالمي وتوفر إمداداته من مصادر متنافسة وأسعاره المنخفضة، يستمر إنتاج الزئبق عن طريق التعدين الأولي في عدد من البلدان. حيث وجدت الدراسات عددًا من نشاطات استخراج الزئبق الحرفي ضيق النطاق في الصين وروسيا ومنغوليا والبيرو والمكسيك وفي عهد حديث في إندونيسيا، ويرجح أن يكون إنتاج الزئبق هذا قد جاء نتيجة للطلب المتزايد للزئبق المستخدم في استخراج الذهب الحرفي ضيق النطاق سواء كان ذلك بشكل قانوني أو غير ذلك.
إن الزئبق في البيئة الذي امتصَّتهُ النباتات القدمية قد يوجد في الوقود الأحفوري مثل الفحم والنفط والغاز؛ في الوقت الراهن، تُمَدُّ السوق العالمية بالزئبق عن طريق:
- استخراجه من أحد مواقع التعدين الأولي للزئبق.
- اسـرداده كمنتج ثانوي لنشاطات التعدين أو تكرير المعادن والغاز ونفايات التعدين القدمية.
- إعادة تدويره من منتجات ونفايات مستنفذة ناجمة عن العمليات الصناعية.
- تخزينه في مستودعات حكومية.
- تخزينه في مستودعات خاصة، مثل الصناعات الكلورو القلوية وغيرها.

وفي الوقت الراهن، توجد معلومات محدودة حول الاستخراج الحرفي للزئبق في عدد من البلدان.

## المخاطر
يعتبر الزئبق ومعظم مركباته شديدة السمية ويجب التعامل معه بحذر؛ في حالات انسكاب أدوات فيها زئبق (مثل بعض مقاييس الحرارة أو مصابيح الفلورسنت)، تُستخدم إجراءات تنظيف محددة لتجنب التعرض واحتواء الانسكاب.
تدعو البروتوكولات إلى الدمج المادي للقطرات الأصغر على الأسطح الصلبة، ودمجها في مجموعة واحدة أكبر لتسهيل إزالتها باستخدام قطارة العين، أو دفع الانسكاب برفق في حاوية يمكن التخلص منها. تتسبب المكانس الكهربائية والمكانس في تشتت أكبر للزئبق ويجب عدم استخدامها. بعد ذلك، يرش الكبريت الناعم أو الزنك أو أي مسحوق آخر يتشكل بسهولة ملغم (سبيكة) مع الزئبق في درجات حرارة عادية فوق المنطقة قبل أن يتم جمعها والتخلص منها بشكل صحيح. لا يعد تنظيف الأسطح المسامية والملابس فعالاً في إزالة جميع آثار الزئبق ولذلك يُنصح بالتخلص من هذه الأنواع من العناصر في حالة تعرضها لانسكاب الزئبق. يمكن امتصاص الزئبق من خلال الجلد والأغشية المخاطية ويمكن استنشاق أبخرة الزئبق، لذا فإن حاويات الزئبق محكمة الإغلاق لتجنب الانسكابات والتبخر. يجب أن يسخن الزئبق، أو مركبات الزئبق التي قد تتحلل عند تسخينها، بتهوية مناسبة لتقليل التعرض لبخار الزئبق. أكثر أشكال الزئبق سمية هي مركباته العضوية، مثل ثنائي ميثيل الزئبق وميثيل الزئبق.
ومع ذلك، فإن الزئبق غير العضوي بحد ذاته سام بشكل خاص مع التعرض المشترك للرصاص أثناء نمو الطفل. يرتبط التعرض للزئبق غير العضوي بتطور مرض السكري من النوع 2 في البشر. يمكن أن يسبب الزئبق التسمم المزمن والحاد.
كما أن التعرض للزئبق قد ينتج عنه اختلال في الغدة الدرقية أو الغدة النخامية أو البنكرياس. ونتيجة لذلك يتضرر مستوى بعض الهرمونات بالجسم مثل: الأدرينالين والاستروجين والتيستوستيرون والانسولين.

### مستحظرات التجميل
تحوي بعض كريمات الوجه على مستويات خطيرة من الزئبق. يحوي معظمها على زئبق غير عضوي غير سام نسبيًا، ولكن صودفت منتجات تحوي على زئبق عضوي شديد السمية.

### الأسماك
تميل الأسماك والمحار بشكل طبيعي إلى تركيز الزئبق في أجسامهم، غالبًا في شكل ميثيل الزئبق، وهو مركب عضوي شديد السمية من الزئبق. أنواع الأسماك التي تحتل مرتبة عالية في السلسلة الغذائية، مثل سمك القرش وسمك أبو سيف وسمك الإسقمري الملكي والتونة ذات الزعانف الزرقاء وتونة البكورة وسمك القرميد تحوي على تركيزات أعلى من الزئبق مقارنة بالأنواع الأخرى. نظرًا لأن الزئبق وميثيل الزئبق قابل للذوبان في الدهون، فإنهما يتراكمان بشكل أساسي في الأحشاء، على الرغم من وجودهما أيضًا في جميع أنحاء الأنسجة العضلية. يمكن دراسة وجود الزئبق في عضلات الأسماك باستخدام خزعات العضلات غير المميتة. يتراكم الزئبق الموجود في الأسماك المفترسة في المفترس الذي يأكلها. نظرًا لأن الأسماك أقل كفاءة في إزالة الرطوبة من تراكم ميثيل الزئبق، فإن تركيزات ميثيل الزئبق في أنسجة الأسماك تزداد بمرور الوقت. بالتالي، فإن الأنواع التي تحتل مرتبة عالية في السلسلة الغذائية تكتسب أعباء الجسم من الزئبق التي يمكن أن تكون أعلى بعشر مرات من الأنواع التي تستهلكها. تسمى هذه العملية بالتضخم الأحيائي. حدث التسمم بالزئبق بهذه الطريقة في ميناميتانه باليابان، والتي تسمى الآن مرض ميناماتانه.

### التسمم بالزئبق
التسمم بالزئبق هو مرض ناتج عن التعرض للزئبق أو أحد مركباته، وتختلف حدته حسب الكمية المتعرض لها.

#### أنواع التسمم بالزئبق
1. التعرض للزئبق عن طريق تناول اكلات بحرية مثل التونا والسردين تحوي على جرعات عالية من الزئبق، أو استنشاق الابخرة المتصاعدة منه بكثرة. تظهر الأعراض على شكل خلل عصبي لدى المريض.
2. التعرض للزئبق على فترات طويلة وجرعات قليلة يؤدي لتجمعه في الكليتين وخلايا الدماغ ويظهر التاثير الأكبر على أطفال الأمهات الحوامل اللاتي تعرضن للزئبق. سواء عن طريق أكل الأسماك الحاوية على الزئبق، أو استعمال مواد التجميل التي تحوي زئبق، أو حتى الأبخرة الصاعدة من حشوات الاسنان الحاوية على الزئبق. والنتيجة ولادة أطفال معرضين أكثر لفرط الحركة والتوحد ومشاكل التعلم.

#### الأعراض والعلامات
تبدأ أعراض التسمم بالزئبق بالظهور عندما يتعرض الإنسان لجرعة عالية سواء عن طريق الفم أو الاستنشاق. وتختلف نتائج تعامل الاجسام المختلفة بحسب جيناتها وايضها في التعامل مع سمية الزئبق. لكن الاعراض التي تظهر على المرضى بالإجمال هي: الآم الرأس، هزال عام، اختلال بالتوازن، اكتئاب، قلق وعدم استقرار صحي.
تشمل أعراض الإصابة بالتسمم الزئبقي في الجهاز العصبي المحيطي (تتمثل في الحكة، الألم، الحرق، الخدران) تبدل لون الجلد (الخدود والأصابع الوردية) التورم وتقشر الجلد.
يعمل الزئبق على تثبيط الإنزيمات التي تعتمد على عنصر السيلينيوم، ويعمل أيضاً على تعطيل عمل «اس-أدينوزيل مثيونين» الذي يساعد في عملية هدم الكاتيكولامين من خلال أنزيم ناقل كاتيكول-و-مثيل. ونظرا لعدم قدرة الجسم على تحليل الكاتيكولامين (مثل الأدرينالين) في جسم الشخص المصاب بتسمم الزئبق لذلك يعاني من التعرق الشديد، زيادة في نبضات القلب، إفراز اللعاب وارتفاع ضغط الدم.
يظهر على الأطفال المصابين احمرار على الخدود، الشفتين، الأنف، ضعف في العضلات، طفح جلدي مؤقَّت، تساقط الشعر والأسنان والأظافر، زيادة الحساسية للضوء. وتشمل الأعراض الأخرى خلل في الكلية (متلازمة فانكوني)، أعراض عصبيَّة ونفسيَّة كالتوتر العاطفي، ضعف الذاكرة والأرق.

#### العلاج
البحث في علاج التسمم بالزئبق محدود، وتشمل الأدوية المتاحة حاليًا للتسمم الحاد بالزئبق: بنيسيلامين، ديمركابرول، حمض 3،2-ثنائي مركبتو-1-بروبان السلفونيك وحمض ديميركابتوسوسينيك. في دراسة شملت 11 عامل بناء تعرضوا للزئبق الأولي، جرى علاج المرضى بـ DMSA و NAP. كان DMSA قادرًا على زيادة إفراز الزئبق إلى حد أكبر من NAP.

## رسميًا

### دوليًا
وافقت 140 دولة على اتفاقية ميناماتا بشأن الزئبق في برنامج الأمم المتحدة للبيئة لمنع انبعاثات الزئبق، ووقعت الاتفاقية في 10 أكتوبر 2013.

### الاتحاد الأوروبي
في الاتحاد الأوروبي، يُحْظَرُ التوجيه الخاص بتقييد استخدام مواد خطرة معينة في المعدات الكهربائية والإلكترونية الزئبق من بعض المنتجات الكهربائية والإلكترونية، ويحد من كمية الزئبق في المنتجات الأخرى إلى أقل من 1000 جزء في المليون. توجد قيود على تركيز الزئبق في العبوة (الحد الأقصى هو 100 جزء في المليون لمجموع الزئبق والرصاص والكروم سداسي التكافؤ والكادميوم) والبطاريات (الحد 5 جزء في المليون). في يوليو 2007، حظر الاتحاد الأوروبي أيضًا استخدام الزئبق في أجهزة القياس غير الكهربائية، مثل مقاييس الحرارة والبارومترات. ينطبق الحظر على الأجهزة الجديدة فقط، ويتضمن استثناءات لقطاع الرعاية الصحية وفترة سماح لمدة عامين لمصنعي البارومترات.

### النرويج
شَرَّعَتِ النرويج قانونا يمنع استخدام الزئبق في الصناعة، وتصدير واستيراد منتجات الزئبق في 1 يناير 2008. في 2002، وجدت العديد من البحيرات في ولايات النرويج الفقيرة ملوثة بالزئبق، بزيادة كمية رواسب الزئبق فيها. في 2008، قال وزير تنمية البيئة النرويجي إريك سولهايم: «الزئبق من أخطر السموم البيئية، ولذلك من المناسب فرض الحظر».

### السويد
حُظِرَ إنتاج الزئبق في السويد سنة 2009.

### الدنمارك
في 2008، حَظَرَتِ الدنمارك مَلْغَمَ الزِّئْبَقِ في طب الأسنان، باستثناء حشو الأضراس الدائمة لدى البالغين.

## طالع أيضًا
- الزئبق الأحمر
- نظائر الزئبق
- زئبق في الأسماك

## الهوامش
1. ↑  cinnabar
2. ↑  بيتا β
3. ↑  oxidizing acids
4. ↑  أو كبريت الزئبق
5. ↑  electrosynthesis
6. ↑  biomethylation
7. ↑  
Mercury embrittlement
8. ↑  Patio process
9. ↑  Galinstan
10. ↑  INN
11. ↑  transit telescopes
12. ↑  (ITS-90)
13. ↑  DME
14. ↑  HDME
15. ↑  SPST
16. ↑  ASMM
17. ↑  ASGM
18. ↑  Biomagnification
19. ↑  Mercury poisoning
20. ↑  NAP
21. ↑  BAL
22. ↑  DMPS
23. ↑  DMSA
24. ↑  UNEP
25. ↑  ppm
26. ↑  Mercury amalgam